# Kolarstwo na Letnich Igrzyskach Olimpijskich 1924
Kolarstwo na Letnich Igrzyskach Olimpijskich 1924 w Paryżu rozgrywane było w dniach 23 lipca – wyścig szosowy i 26–27 lipca 1924 r. Konkurencje torowe odbyły się na Vélodrome de Vincennes. W wyścigu drużynowym na dochodzenie Polska zdobyła pierwszy w historii medal olimpijski. Długość wyścigu szosowego wynosiła 188 km.

## Medaliści
| Konkurencja                     | Złoto                                                           | Srebro                                                               | Brąz                                                                 |
| kolarstwo szosowe               |                                                                 |                                                                      |                                                                      |
| indywidualna jazda na czas      | Armand Blanchonnet                                              | Henri Hoevenaers                                                     | René Hamel                                                           |
| drużynowa jazda na czas         | Francja · Armand Blanchonnet, · René Hamel, · Georges Wambst    | Belgia · Henri Hoevenaers, · Auguste Parfondry, · Jean Van Den Bosch | Szwecja · Gunnar Sköld, · Erik Bohlin, · Ragnar Malm                 |
| kolarstwo torowe                |                                                                 |                                                                      |                                                                      |
| Sprint                          | Lucien Michard                                                  | Jaap Meijer                                                          | Jean Cugnot                                                          |
| Tandemy                         | Francja · Lucien Choury, Jean Cugnot                            | Dania · Edmund Hansen, Willy Falck Hansen                            | Holandia · Gerard Bosch van Drakestein, Maurice Peeters              |
| Wyścig drużynowy na dochodzenie | Włochy · F. Zucchetti, A. De Martini, · A. Dinale, A. Menegazzi | Polska · T. Stankiewicz, F. Szymczyk, · J. Lange, J. Łazarski        | Belgia · J. Van Den Bosch, L. Daghelinckx, · H. Hoevenaers, F. Saivé |
| 50 km                           | Ko Willems                                                      | Cyril Alden                                                          | Harry Wyld                                                           |

### Kolarstwo szosowe

#### Wyścig na czas - indywidualnie
| Miejsce | Państwo    | Zawodnik           | Czas         |
| ------- | ---------- | ------------------ | ------------ |
| 1.      | Francja    | Armand Blanchonnet | 6:20:48.0 h  |
| 2.      | Belgia     | Henri Hoevenaers   | 6:30:27.0 h  |
| 3.      | Francja    | René Hamel         | 6:30:51.6 h  |
| 4.      | Szwecja    | Gunnar Sköld       | 6:33:36.2 h  |
| 5.      | Szwajcaria | Albert Blattmann   | 6:34:09.0 h  |
| 6.      | Belgia     | Auguste Parfondry  | 6:35:57.0 h  |
| 7.      | Szwecja    | Erik Bohlin        | 6:-36:12.4 h |
| 8.      | Francja    | Georges Wambst     | 6:38:34.4 h  |

#### Wyścig na czas - drużynowo
| Miejsce | Państwo         | Zawodnik                                              |
| ------- | --------------- | ----------------------------------------------------- |
| 1.      | Francja         | Armand Blanchonnet René Hamel Georges Wambst          |
| 2.      | Belgia          | Henri Hoevenaers Auguste Parfondry Jean Van Den Bosch |
| 3.      | Szwecja         | Gunnar Sköld Erik Bohlin Ragnar Malm                  |
| 4.      | Szwajcaria      | Albert Blattmann Otto Lehner Georg Antenen            |
| 5.      | Włochy          | Ardito Bresciani Antonio Negrini Nello Ciaccheri      |
| 6.      | Holandia        | Cor Heeren Jan Maas Philippus Innemee                 |
| 7.      | Wielka Brytania | Andy Wilson Ernie Pilcher Dave Marsh                  |
| 8.      | Luksemburg      | Georges Schiltz Nic Rausch Louis Pesch                |

Rezultaty tej konkurencji ustalono na podstawie sumy czasów trzech najlepszych zawodników z danego kraju w wyścigu indywidualnym na czas.

### Kolarstwo torowe

#### Sprint
| Miejsce | Państwo         | Zawodnik          | Czas |
| ------- | --------------- | ----------------- | ---- |
| 1.      | Holandia        | Ko Willems        | 12.8 |
| 2.      | Wielka Brytania | Thomas Johnson    |      |
| 3.      | Wielka Brytania | Harry Wyld        |      |
| 4.      | Włochy          | Angelo De Martini |      |
| 5.      | Polska          | Józef Lange       |      |
| 6.      | Włochy          | Alfredo Dinale    |      |
| 7.      | Holandia        | Jan Maas          |      |
| 8.      | ZPA             | Henry Kaltenbrunn |      |

#### Tandemy
| Miejsce | Państwo         | Zawodnik                              |
| ------- | --------------- | ------------------------------------- |
| 1.      | Francja         | Lucien Choury Jean Cugnot             |
| 2.      | Dania           | Edmund Hansen Willy Falck Hansen      |
| 3.      | Holandia        | Gerard van Drakestein Maurice Peeters |
| 4.      | Węgry           | János Grimm Ferenc Uhereczky          |
| 4.      | Wielka Brytania | Frederick Habberfield Thomas Harvey   |

W tej konkurencji wystartowało tylko pięć ekip.

#### Drużynowo na dochodzenie
| Miejsce | Państwo         | Zawodnik                                                               |
| ------- | --------------- | ---------------------------------------------------------------------- |
| 1.      | Włochy          | Francesco Zucchetti Angelo De Martini Alfredo Dinale Aurelio Menegazzi |
| 2.      | Polska          | Tomasz Stankiewicz Franciszek Szymczyk Józef Lange Jan Łazarski        |
| 3.      | Belgia          | Jean Van Den Bosch Léonard Daghelinckx Henri Hoevenaers Fernand Saivé  |
| 4.      | Francja         | Lucien Choury Joseph Guillemin René Hournon Maurice Renaud             |
| 5.      | Szwajcaria      | Ernst Leutert Arnold Nötzli Emil Richli Gottfried Weilenmann           |
| 6.      | Dania           | Willy Falck Hansen Oscar Guldager Edmund Hansen Erik Kjeldsen          |
| 7.      | Czechosłowacja  | Jaroslav Brož Oldřich Červinka Miloš Knobloch Karel Pechan             |
| 7.      | Holandia        | Gerard van Drakestein Jan Maas Simon van Poelgeest Frans Waterreus     |
| 7.      | Łotwa           | Andrejs Apsītis Roberts Plūme Fridrihs Ukstiņš Artūrs Zeiberliņš       |
| 7.      | Wielka Brytania | Frederick Habberfield Thomas Harvey Henry Lee Jock Stewart             |

#### 50 km
| Miejsce | Państwo         | Zawodnik          | Czas      |
| ------- | --------------- | ----------------- | --------- |
| 1.      | Holandia        | Ko Willems        | 1:18:24.0 |
| 2.      | Wielka Brytania | Cyril Alden       |           |
| 3.      | Wielka Brytania | Harry Wyld        |           |
| 4.      | Włochy          | Angelo De Martini |           |
| 5.      | Polska          | Józef Lange       |           |
| 6.      | Włochy          | Alfredo Dinale    |           |
| 7.      | Holandia        | Jan Maas          |           |

## Występy Polaków
- Józef Lange, Jan Łazarski, Tomasz Stankiewicz, Franciszek Szymczyk – tor, 4000 m na dochodzenie, 2. miejsce (srebrny medal)
- Józef Lange – tor, 50 kilometrów, 5. miejsce
- Jan Łazarski – tor, sprint, odpadł w repasażach po eliminacjach; 50 kilometrów, nie sklasyfikowany
- Franciszek Szymczyk – tor, sprint, odpadł w repasażach po ćwierćfinałach
- Oswald Miller – szosa, 48. miejsce
- Feliks Kostrzemski – szosa, 55. miejsce
- Kazimierz Krzemiński – szosa, 59. miejsce
- Wiktor Hoechsman – szosa, nie ukończył
- Drużyna (Miller, Kostrzemski, Krzemiński, Hoechsman) – szosa, 14. miejsce

## Kraje uczestniczące
W zawodach wzięło udział 140 kolarzy z 24 krajów:
| - Argentyna (5) - Australia (4) - Belgia (9) - Bułgaria (7) - Chile (3) - Czechosłowacja (8) - Dania (6) - Królestwo Egiptu (3) - Finlandia (4) - Francja (11) - Holandia (10) - Królestwo SHS (4) - Kanada (1) - Litwa (2) - Luksemburg (5) - Łotwa (4) - Polska (8) - Stany Zjednoczone (5) - Szwajcaria (9) - Szwecja (4) - Węgry (4) - Wielka Brytania (12) - Włochy (10) - Południowa Afryka (1) |

## Klasyfikacja medalowa
| #  | Reprezentacja   | Złoto | Srebro | Brąz | Razem |
| -- | --------------- | ----- | ------ | ---- | ----- |
| 1. | Francja         | 4     | 0      | 2    | 6     |
| 2. | Holandia        | 1     | 1      | 1    | 3     |
| 3. | Włochy          | 1     | 0      | 0    | 1     |
| 4. | Belgia          | 0     | 2      | 1    | 3     |
| 5. | Wielka Brytania | 0     | 1      | 1    | 2     |
| 6. | Dania           | 0     | 1      | 0    | 1     |
|    | Polska          | 0     | 1      | 0    | 1     |
| 8. | Szwecja         | 0     | 0      | 1    | 1     |